# SN 2005ct
SN 2005ct – supernowa typu Ic odkryta 1 lipca 2005 roku w galaktyce NGC 207. W momencie odkrycia miała maksymalną jasność 17,30m.